# Desmoscolex proboscis
Desmoscolex proboscis är en rundmaskart som beskrevs av Lorenzen 1972. Desmoscolex proboscis ingår i släktet Desmoscolex och familjen Desmoscolecidae. Inga underarter finns listade i Catalogue of Life.